# Гоплитодром

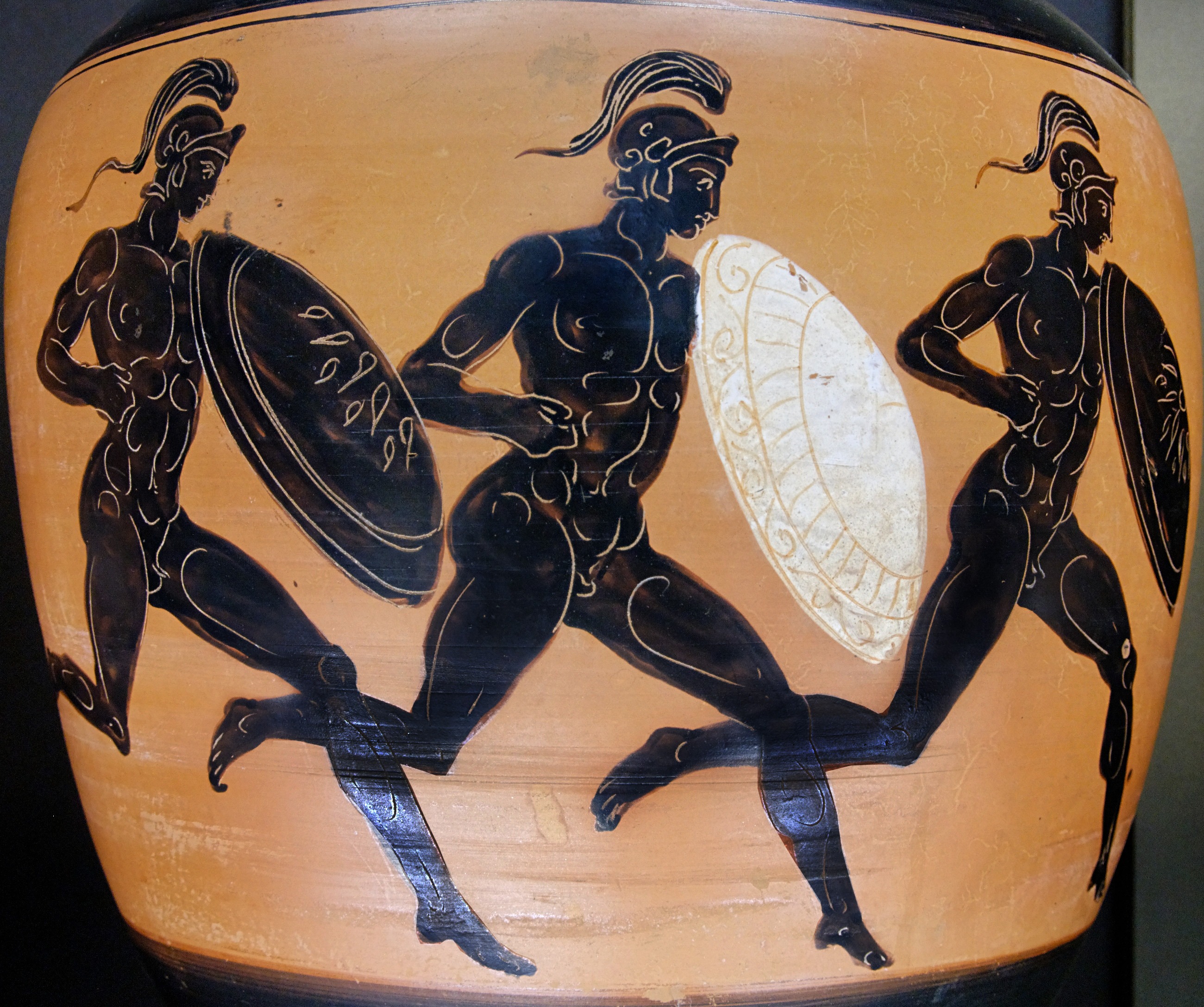
Гоплитодром. Чернофигурная вазопись из Киренаики, около 323–322 до н. э. Лувр

Гоплитодро́м (др.-греч. ὁπλιτόδρομος от ὁπλίτης — гоплит и δρόμος — бег) — в Древней Греции вид спортивных состязаний: бег в доспехах и со щитом. Входил в программу Панэллинских, в том числе Олимпийских игр.

## История
Гоплитодром был добавлен в программу Олимпийских игр начиная с 65-й Олимпиады, состоявшейся в 520 году до н. э., позже остальных трёх видов бега и через 200 лет после предыдущего. К этому времени гоплиты — тяжеловооружённая пехота — уже около двух столетий доминировали на поле боя в войнах древнегреческих полисов. Первым победителем в новом виде соревнований стал некий Дамарет из Гереи. На следующей Олимпиаде в 516 году до н. э. он снова пришёл первым. В этом виде состязаний отличился и Леонид Родосский — величайший атлет Античности (четыре победы на четырёх Олимпийских играх 164—152 годов до н. э.). Гоплитодром просуществовал вплоть до прекращения проведения Олимпийских игр при императоре Феодосии в конце IV века.
| Известные победители Олимпийских игр в гоплитодроме | Известные победители Олимпийских игр в гоплитодроме | Известные победители Олимпийских игр в гоплитодроме | Известные победители Олимпийских игр в гоплитодроме |
| Номер Олимпиады                                     | Год Олимпиады                                       | Победитель                                          | Город (область) победителя                          |
| --------------------------------------------------- | --------------------------------------------------- | --------------------------------------------------- | --------------------------------------------------- |
| 65-я Олимпиада                                      | 520 до н. э.                                        | Дамарет                                             | Герея                                               |
| 66-я Олимпиада                                      | 516 до н. э.                                        | Дамарет                                             | Герея                                               |
| 67-я Олимпиада                                      | 512 до н. э.                                        | Фанас                                               | Пеллена                                             |
| 68-я Олимпиада                                      | 508 до н. э.                                        | Фрикий                                              | Пелинна                                             |
| 69-я Олимпиада                                      | 504 до н. э.                                        | Фрикий                                              | Пелинна                                             |
| 74-я Олимпиада                                      | 484 до н. э.                                        | Мнасей                                              | Кирена                                              |
| 75-я Олимпиада                                      | 480 до н. э.                                        | Астил                                               | Сиракузы                                            |
| 76-я Олимпиада                                      | 476 до н. э.                                        | Зопир                                               | Сиракузы                                            |
| 77-я Олимпиада                                      | 472 до н. э.                                        | […]гий                                              | Эпидамн                                             |
| 78-я Олимпиада                                      | 468 до н. э.                                        | […]л                                                | Афины                                               |
| 81-я Олимпиада                                      | 456 до н. э.                                        | Лин                                                 | Л[…]                                                |
| 82-я Олимпиада                                      | 452 до н. э.                                        | Лик                                                 | Ларисса                                             |
| 83-я Олимпиада                                      | 448 до н. э.                                        | Ликейн                                              | неизвестно                                          |
| 99-я Олимпиада                                      | 384 до н. э.                                        | Дикон                                               | Сиракузы                                            |
| 109-я Олимпиада                                     | 344 до н. э.                                        | Калликрат                                           | Магнесия-на-Меандре                                 |
| 110-я Олимпиада                                     | 340 до н. э.                                        | Калликрат                                           | Магнесия-на-Меандре                                 |
| 120-я Олимпиада                                     | 300 до н. э.                                        | неизвестно                                          | Магнесия-на-Меандре                                 |
| 121-я Олимпиада                                     | 296 до н. э.                                        | неизвестно                                          | Магнесия-на-Меандре                                 |
| 122-я Олимпиада                                     | 292 до н. э.                                        | Эпераст                                             | Элида                                               |
| 154-я Олимпиада                                     | 164 до н. э.                                        | Леонид                                              | Родос                                               |
| 155-я Олимпиада                                     | 160 до н. э.                                        | Леонид                                              | Родос                                               |
| 156-я Олимпиада                                     | 156 до н. э.                                        | Леонид                                              | Родос                                               |
| 157-я Олимпиада                                     | 152 до н. э.                                        | Леонид                                              | Родос                                               |
| 170-я Олимпиада                                     | 100 до н. э.                                        | Никокл                                              | Акрион                                              |
| 171-я Олимпиада                                     | 96 до н. э.                                         | Никокл                                              | Акрион                                              |
| 177-я Олимпиада                                     | 72 до н. э.                                         | Гекатомн                                            | Милет                                               |
| 215-я Олимпиада                                     | 81 н. э.                                            | Гермоген                                            | Ксанф                                               |
| 216-я Олимпиада                                     | 85 н. э.                                            | Гермоген                                            | Ксанф                                               |
| 217-я Олимпиада                                     | 89 н. э.                                            | Гермоген                                            | Ксанф                                               |
| 229-я Олимпиада                                     | 137 н. э.                                           | Элий Граниан                                        | Сикион                                              |
| 235-я Олимпиада                                     | 161 н. э.                                           | Мнесибул                                            | Элатея                                              |
| 240-я Олимпиада                                     | 181 н. э.                                           | К[…]ктабен                                          | Эфес                                                |
| 241-я Олимпиада                                     | 185 н. э.                                           | К[…]ктабен                                          | Эфес                                                |

## Правила
Атлеты выступали обнажёнными (как и в большинстве других видов соревнований), но со щитом-гоплоном, в шлеме и поножах. Общий вес снаряжения превышал 22 кг. В середине V века до н. э. от поножей отказались (скорее всего, из-за того, что они стесняли движения ног бегуна), а в IV веке до н. э. оставили только щит. Забег проводился на стадионе, длина беговой дорожки определялась в 600 ступней (около 185 м), однако на практике могла существенно отличаться от этого значения: археологические исследования дают результат от 177 м в Дельфах до 225 м в Афродисиасе. Количество кругов тоже могло быть разным: как правило, необходимо было пробежать две длины стадиона (туда и обратно), однако, например, в Немее — 4 длины стадиона, а в Платеях — целых 15. Для облегчения поворота бегунов на концах стадиона устанавливались поворотные столбы, называемые камптер (др.-греч. καμπτήρ). Гоплитодромом игры завершались.

## Значение
Хорошая физическая подготовка и выносливость греческих воинов, основанные в том числе на занятиях гоплитодромом, сказались во время греко-персидских войн. Так, согласно Геродоту, в начале битвы при Марафоне афиняне и платейцы пробежали в полном вооружении 8 стадиев (около 1,4 км), отделявших их от персидского войска, с ходу атаковав врага. Современные историки высказывают предположение, что основную часть дистанции воины могли преодолеть шагом, перейдя на бег только в зоне действия персидских лучников — примерно 200 м.
Эксперименты, проводившиеся в 1973—1974 годах в Университете штата Пенсильвания, показали, что бег с имитацией щита, удерживаемой в боевом положении — на уровне груди, — для современных атлетов очень сложная задача. При этом имитация щита весила гораздо меньше реального гоплона (около 4 кг), меньше была и общая нагрузка на спортсмена (около 11 кг).